# Valon Fazliu
Valon Fazliu (* 2. Februar 1996 in Dielsdorf ZH) ist ein schweizerisch-kosovarischer Fussballspieler.

## Karriere
Für seinen Jugendverein GC spielte Fazliu in der U-21 über drei Saisons hinweg in der 1. Liga. 2017 schaffte er den Sprung in die erste Mannschaft. Im Cup erzielte Fazliu beim 0:10-Sieg in der Erstrundenpartie gegen Romontois drei Tore und bereitete zwei weitere Tore vor. In der gleichen Saison wurde Fazliu an den FC Rapperswil-Jona ausgeliehen, der damals in der zweithöchsten Liga spielte. Fazliu hätte noch bis 2020 einen Vertrag mit GC gehabt. Trotzdem wechselte er 2018 zum FC Lugano und unterschrieb dort einen Vierjahresvertrag. In Lugano kam er aber mit sechs Spielen kaum zum Einsatz. 2019 wechselte Fazliu zum FC Wil und unterschrieb in der Äbtestadt einen Vertrag bis 2020, mit einer Option zur Verlängerung. Nach einer starken Saison mit 12 Toren in 26 Spielen, verlängerten der FC Wil und Fazliu ihren Vertrag für zwei weitere Jahre bis 2022. Im Mai 2022 wurde bekannt, dass Fazliu den FC Wil als Topskorer verlassen wird. Zu diesem Zeitpunkt war noch nicht klar, wohin Fazliu wechseln würde. In seinem letzten Spiel gegen Neuchâtel Xamax erzielte Fazliu ein Tor und bereitete den zweiten Treffen vor. Das Spiel ging letztlich 5:2 verloren. Er wechselte schliesslich im Juni 2022 zum Ligakonkurrenten FC Aarau, wo er einen Vertrag bis Sommer 2024 unterschrieb. Der Vertrag wurde im Sommer 2024 um zwei Jahre verlängert. Für das Jahr 2024 wurde er zum besten Spieler der Challenge League ernannt. Sportjournalist Stefan Wyss hob vor allem die Torbeteiligungen und Führungsqualitäten hervor, der zuletzt beim FC Aarau auch als Captain auf dem Platz stand.

## Auszeichnung
- 2024: «Challenge League Player 2024»[12]